# Type 2 Ho-I
Il Type 2 Ho-I è stato un mezzo corazzato costruito dall'Impero giapponese nella prima metà della seconda guerra mondiale per adempiere a missioni di supporto ravvicinato ai soldati. Solo una piccola serie di mezzi fu completata e nessuno di questi ebbe mai modo di scendere operativamente in campo.

## Storia

### Sviluppo
Alla fine degli anni trenta l'esercito imperiale nipponico s'avvide che nella sua arma corazzata mancava un vero e proprio carro d'accompagnamento, visto che carro medio standard, il Type 97 Chi-Ha, stava evolvendosi in un mezzo specifico per il contrasto dei corazzati e l'arma prevista non sarebbe stata molto efficace nel fornire supporto alle truppe con proietti HE ("High Explosive"). I progettisti ricevettero le specifiche per un carro da appoggio fanteria e decisero di assumere lo stesso Type 97 come piattaforma per estrapolarne un mezzo del genere: sullo scafo di un Type 97 modificato all'uopo venne installato un cannone da montagna Type 41 da 75 mm, ma le prove evidenziarono che questa artiglieria mal si adattava alla base semovente. Nell'aprile del 1941 l'armamento fu sostituito da un cannone pari calibro Type 99 e il prototipo così ottenuto fu accettato con la designazione "Type 2 Ho-I".

### Produzione
Diversamente dal modello guida, fu pianificato di fabbricare i Type 2 sullo scafo del blindato medio Type 1 Chi-He, un progetto portato a termine verso la fine del 1941 e decisamente più avanzato di quello del Type 97. La produzione fu demandata alla Mitsubishi e all'arsenale dell'esercito di Sagamihara: tra il 1944 e il 1945 furono costruiti soltanto tra i 30 e i 33 esemplari. Una fonte attesta che furono consegnati 30 veicoli e un'altra, che conferma questo dato, riporta ciononostante che la produzione sarebbe iniziata nel 1942.

### Impiego
A partire dal 1943 l'esercito riorganizzò la struttura dei propri reparti corazzati, inserendo in ogni reggimento carri una quinta compagnia dalla forza nominale di 10 Type 2 Ho-I: uno era assegnato al quartier generale della compagnia (assieme a due carri leggeri), gli altri erano suddivisi in tre plotoni. A causa dell'irrisorio numero di Type 2 disponibili, quasi tutti i reggimenti li dovettero sostituire con i datati Type 97 Chi-Ha.
La totalità degli esemplari prodotti venne tenuta in riserva in Giappone poiché il Gran Quartier Generale imperiale era al corrente che gli Stati Uniti stavano programmando l'invasione del paese: tuttavia il conflitto finì nell'agosto 1945, prima che il grande attacco anfibio si potesse attuare, e così nessuno dei trenta Type 2 Ho-I fu utilizzato in battaglia.

## Caratteristiche

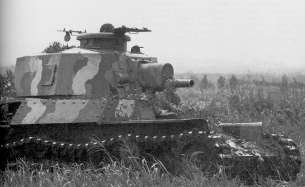
Il prototipo del Type 2 durante i collaudi: si noti la diversa conformazione del mantelletto rispetto al modello di serie

Il Type 2 Ho-I era formato dallo scafo del carro medio Type 1 e da una torretta ruotabile manualmente per 360° di nuova concezione. La base semovente presentava una corazzatura meglio disegnata, più spessa e in gran parte ottenuta mediante saldatura rispetto a quella rivettata del Type 97: sul frontale le protezioni arrivavano a 50 mm, i fianchi misuravano 25 mm e il retro 20 mm; il valore minimo delle corazze era di 12 mm. L'apparato di moto sistemato nel vano posteriore, d'ideazione abbastanza recente, era un Mitsubishi diesel Type 100 da 12 cilindri a V con alesaggio di 120 mm e corsa pari a 160 mm; la potenza sviluppata arrivava a 240 hp a 2.400 giri al minuto e la cilindrata a 21,7 litri. L'albero motore lo collegava alla trasmissione e al cambio anteriori, con quattro marce avanti e una retromarcia; esso era ingranato alla ruota motrice a doppia corona dentata, sempre anteriore. Infatti la meccanica originale non aveva subito modifiche, poiché la sua affidabilità era già stata provata negli anni precedenti: le doppie ruote d'appoggio erano sei e quelle centrali erano accoppiate tramite due carrelli, nel retro era imperniata la doppia ruota di rinvio e i rulli superiori reggicingolo erano tre (quello centrale singolo, i due esterni doppi). Le sospensioni erano a bracci oscillanti longitudinali, uno per ciascuno dei carrelli e delle due ruote portanti indipendenti: quelli centrali erano vincolati alle estremità di una molla elicoidale montata in parallelo al terreno; quelli esterni erano dotati ognuno di una molla elicoidale poggiante sui bracci interni.
All'interno dello scafo, a destra, si trovava la postazione del pilota, la cui guida avveniva con l'uso di due leve direzionali da impiegare di concerto alla frizione e al freno. A sinistra sedeva un mitragliere addetto a una Type 97 da 7,7 mm su affusto a sfera e rifornita da oltre 4 000 cartucce. La torretta a pianta esagonale, sede del comandante, del cannoniere e del caricatore, ospitava l'armamento principale, un cannone Type 99 da 75 mm lungo 23 calibri (L/23) la cui velocità alla volata arrivava a 445 m/s: i proiettili esplosivi utilizzati pesavano 6,6 chili. In seguito, i giapponesi produssero proietti perforanti per impiegare il Type 2 quale cacciacarri, avvantaggiato in tale compito grazie alla torretta ruotabile.
Non si sa di preciso quanto pesasse il veicolo, poiché le fonti sono in disaccordo indicando quando 15,4 tonnellate, quando cifre oscillanti tra le 15,4 e le 16,7 tonnellate, o ancora 16,1 tonnellate. Grazie al serbatoio capace di 235 litri di gasolio e al peso relativamente moderato, il Type 2 Ho-I poteva raggiungere su strada i 44 km/h e godeva di un'autonomia operativa pari a 210 chilometri; era altresì in grado di superare fossati larghi fino 2,50 metri, riusciva a sormontare ostacoli alti 0,90 metri e a guadare 1 metro d'acqua. Una fonte attesta invece che il raggio operativo massimo non superasse i 100 chilometri.